# Smogornia
Smogornia (czes. Stříbrný hřbet, niem. Mittagsberg) (ok. 1491 m n.p.m.) – szczyt w Sudetach, w głównym grzbiecie Karkonoszy (Śląski Grzbiet) w Polsce. Poniżej szczytu, na wysokości 1488,6 znajduje się punkt pomiarowy, co powoduje, że niemal wszystkie przewodniki i mapy turystyczne, zaokrąglając tę wartość, podają nieco zaniżoną wysokość 1489 (zob. np.). 

## Położenie
Położony jest we wschodniej części Śląskiego Grzbietu. Na zachodzie łączy się z Tępym Szczytem, na wschodzie z Równią pod Śnieżką. Poszczególne fragmenty posiadają własne nazwy, jak Srebrny Upłaz, Čertovo návrší, Čertova louka, Stříbrne návrší.

## Rzeźba terenu
Poniżej wierzchowiny, pomiędzy Smogornią a Tępym Szczytem znajduje się Kocioł Smogorni, w którym swe źródła ma Srebrny Potok - dopływ Podgórnej. Wschodnie zbocza Smogorni podcięte są przez kotły polodowcowe Wielkiego Stawu i Małego Stawu.
Od Smogorni odchodzi ku północnemu wschodowi ramię, w którym występują Pielgrzymy, Suszyca, Czarna Góra, Skalnica i Przełęcz pod Czołem, która łączy go z Czołem.

## Budowa geologiczna
Masyw zbudowany jest z granitu karkonoskiego, zasłany blokami granitowymi. Rozległe gołoborza występują na południowych stokach.

## Roślinność
Wierzchołek prawie w całości jest porośnięty kosodrzewiną oraz łąkami górskimi.

## Granica
Granica polsko-czeska przechodzi o kilkadziesiąt metrów na południe od szczytu.

## Ochrona przyrody
Smogornia położona jest na obszarze Karkonoskiego Parku Narodowego oraz czeskiego Karkonoskiego Parku Narodowego (czes. Krkonošský národní park, KRNAP).

## Turystyka
Szczyt nie jest dostępny dla turystów. 300 metrów na północ od szczytu, przechodząc przez Słonecznik, prowadzi  czerwony szlak turystyczny – Droga Przyjaźni Polsko-Czeskiej. Przez Kocioł Smogorni na wysokości około 1200 m n.p.m. przebiega  zielony szlak prowadzący od Pielgrzymów w kierunku Przełęczy Karkonoskiej. Na południe od szczytu biegnie czeski zimowy szlak wyznaczony tyczkami. Z powodu braku szlaków jest jednym z najrzadziej odwiedzanych szczytów karkonoskich.